# 悪党に粛清を
『悪党に粛清を』（あくとうにしゅくせいを、原題: The Salvation）は、2014年のデンマーク・イギリス・南アフリカ共和国の西部劇映画。
監督はクリスチャン・レヴリング、出演はマッツ・ミケルセンとジェフリー・ディーン・モーガンなど。
妻子を殺された男の復讐劇である。

## ストーリー
1864年に敗戦したのち、ジョン（マッツ・ミケルセン）は、故郷のデンマークからアメリカ合衆国へ渡る。7年後、ジョンは妻と息子を呼び寄せる。3人は駅馬車に乗り、ジョンの家へと向かう。しかし、駅馬車に乗り合わせた2人組の男たちにより、ジョンは駅馬車から突き落とされ、妻と息子は連れ去られてしまう。駅馬車のあとを追ったジョンは、2人組の男たちを射殺するが、すでに妻と息子は殺されていた。
何者かに弟を殺されたと知って憤るデラルー（ジェフリー・ディーン・モーガン）は、町の住民を射殺する。それでも、葬儀屋で市長のキーン（ジョナサン・プライス）や神父で保安官のマリック（ダグラス・ヘンシュオール）をはじめ、住民の誰ひとりとして、デラルーの圧倒的な力には逆らえずにいた。そんな中、ジョンは兄のピーター（ミカエル・パーシュブラント）とともに町を訪れる。デラルーの仲間たちに捕らえられたジョンは、町の真ん中で木に縛りつけられる。その後、ピーターが脱獄し、ジョンを救出する。2人は馬に乗って町を出て行こうとするが、ピーターは追っ手たちに命を奪われる。
デラルーが町に戻ってみると、部下たちが倒れており、金庫の中身がなくなっている。その頃、デラルーの弟の妻だったマデリン（エヴァ・グリーン）は、金庫に入っていた金銭を抱え、汽車に乗り込んでいた。いったんは発車した汽車だったが、あとを追ってきたデラルーの一味に止められ、マデリンは町に連れ戻される。
復讐を誓ったジョンが、再び町を訪れる。デラルーの部下たちは、抵抗もむなしく、次々とジョンに殺されてゆく。仲間を失ったデラルーは、反撃を試みるが、マデリンと力を合わせたジョンに射殺される。
ジョンとマデリンは、新たな生活を始めるために町を去って行く。

## キャスト
※括弧内は日本語吹替
- ジョン - マッツ・ミケルセン（井上和彦）

デンマーク人で元軍人。家族を殺害したデラルーの弟ポールを殺してしまう。
- マデリン - エヴァ・グリーン（森夏姫）

ポールの妻。過去に先住民に舌を切られ話すことができない。
- デラルー - ジェフリー・ディーン・モーガン（石田圭祐）

町を牛耳る男。元軍人で戦争の英雄だった。
- コルシカ人 - エリック・カントナ（山本格）

デラルーの側近の1人。
- ピーター - ミカエル・パーシュブラント（金尾哲夫）

ジョンの兄で元軍人。
- マリック - ダグラス・ヘンシュオール（牛山茂）

町の保安官。デラルーを恐れ何もできない。
- ポール - マイケル・レイモンド＝ジェームズ

デラルーの弟でマデリンの夫。ジョンの妻を犯し息子も殺す。その後ジョンに殺される。
- キーン - ジョナサン・プライス（池田ヒトシ）

葬儀屋で町の市長。
- ヴォイチェク - アレクサンダー・アーノルド（英語版）（虎島貴明）

雑貨屋の少年。デラルーに見せしめとして祖母を殺されデラルーに復讐を誓う。
- マリー - ナナ・オーランド・ファブリシャス（デンマーク語版）（森夏姫）

ジョンの妻。7年ぶりに息子を連れてジョンと再会したが、駅馬車に乗り合わせたポールとその仲間に息子を殺害され自身も犯され殺害された。

## 評価
本作は批評家から好意的に評価されている。映画批評集積サイトのRotten Tomatoesには78件のレビューがあり、批評家支持率は72%、平均点は10点満点で6.4点となっている。サイト側による批評家の見解の要約は「伝統的な西部劇を題材に新しいことへの挑戦は、ほとんど不可能だが『悪党に粛清を』はマッツ・ミケルセンの演技のおかげで埋没せずに済んでいる。」となっている。
Metacriticでは、19件のレビューで平均値は64点だった。
『Variety』のピーター・デブルージは、「撮影と音楽は時の試練に耐えるものを生み出そうとしているが、本作において記憶されるべき唯一の要素はエヴァ・グリーンである」と述べた。